# アントニー・バウチャー
アントニー・バウチャー又はアンソニー・バウチャー（Anthony Boucher、1911年8月21日 - 1968年4月29日、本名：ウィリアム・アントニー・パーカー・ホワイト〈William Anthony Parker White〉)は、アメリカ合衆国のSF編集者、推理小説の批評家、作家である。H・H・ホームズというペンネームも使用したが、この名は19世紀末のシカゴの大量殺人者が使っていた偽名に由来する。

## 経歴
1911年、カリフォルニア州オークランドに生まれる。
1927年、15歳の時に短編"Ye Goode Olde Ghoste Storie" が本名で『ウィアード・テイルズ』1月号に掲載される。同誌にはその後1940年代にバウチャー名義で2篇を寄せている。
1932年、南カリフォルニア大学を卒業。優等学生の友愛会であるファイ・ベータ・カッパの会員となる。後にカリフォルニア大学バークレー校で修士号を取得する。
1937年、初の長編『ゴルゴタの七』を発表する。
1945年に、クレイトン・ロースン、ローレンス・トリート、ブレット・ハリデイとともに、アメリカ探偵作家クラブを創設した。
1968年4月29日、オークランドのカイザー財団病院で肺癌で死去。
年に一度開催されるミステリの世界大会「バウチャーコン」は、バウチャーに敬意を表してその名が冠された。

## 文筆活動
大学卒業後劇評や音楽評を行うが、1937年に長編小説家に転身する。それも5年間で終わり、以後1947年まで、『サンフランシスコ・クロニクル』でSFと推理小説の書評家を務めた。その後『ニューヨーク・タイムズ・ブック・レビュー』紙上で、1951年から死の直前まで「クリミナルズ・アト・ラージ」という推理小説の書評欄を執筆した。
1946年、クレイトン・ロースン、ローレンス・トリート、ブレット・ハリデイらと共にアメリカ探偵作家クラブを創設。同年、前記『クロニクル』紙のミステリ批評でエドガー賞 評論賞を受賞。これはのちに“The Anthony Boucher Chronicles”という題で単行本化されている。
1949年から1958年までJ・フランシス・マッコーマスと共に『ファンタジイ・アンド・サイエンス・フィクション』（以後、F&SF）の編集者を務め、文学的質を重視する方針を打ち出すなど尽力した。1957年と1958年には、ヒューゴー賞プロ雑誌部門を共同で受賞。1952年から1959年にかけて、『F&SFベスト』（原題：Best from Fantasy and Science Fiction ）というアンソロジーのシリーズを編んだ。
『アドベンチャー』『ブラック・マスク』『アスタウンディング』『ギャラクシー・サイエンス・フィクション』『エラリー・クイーンズ・ミステリ・マガジン』『マスター・ディテクティブ』『アンノウン・ワールズ』『ウィアード・テイルズ』など多くの有名雑誌に短編小説を発表した。短編「The Quest for Saint Aquin 」は、アメリカSF作家協会が1970年に選出したSFオールタイムベストの1編に選ばれ、ロバート・シルヴァーバーグが1970年に編纂したSFアンソロジー『The Science Fiction Hall of Fame Volume One, 1929-1964 』に収録された。
長編小説については、ホームズ名義の『密室の魔術師』が、エドワード・D・ホックが編集したアンソロジー『密室大集合』で発表された歴代密室物・不可能物長編のアンケートで第9位にランクインしている。やはりホームズ名義の長編『死体置場（モルグ）行ロケット』は、スペース・オペラの人気シリーズの著作権を巡る密室物で、有名SF作家を思い起こさせる人物が何人も登場するモデル小説として知られる。また、トリック（常人には実行不能）が明らかにされた際、登場人物の一人が「同じことができる人間がいる」と、バウチャー自身を引き合いに出す。これら2長編ほか短編にも登場するシスター・メアリー・アーシュラ、やはり長短編両方に登場するファーガス・オブリーン、短編専門のニック・ノーブル、ロサンゼルスをホームグラウンドにする以上の3人がバウチャーのシリーズ・キャラクターである。
ホルヘ・ルイス・ボルヘスの短編「八岐の園」（原題：El jardín de senderos que se bifurcan ）の英訳を『エラリー・クイーンズ・ミステリ・マガジン』1948年8月号に掲載し、作者を英語圏に初紹介した翻訳家でもある。ジョルジュ・シムノンの英訳も手掛けている。
バウチャーはフィリップ・K・ディックなど、若いSF小説家の友人であり助言者でもあった。

## ラジオ
バウチャーはラジオの脚本や他の多くの活動に関わった。ウィリアム・F・ノーランのエッセイ『Who Was Anthony Boucher? 』の中では以下のように語られている。
1940年代はバウチャーにとって多忙で生産的な10年間であった。1945年にはラジオのキャリアを開始し、1948年までの3年間に「エラリー･クイーンの冒険」（原題:The Adventure of Ellery Queen ）で100以上のエピソードの脚本を担当し、同じ時期にはシャーロック・ホームズのラジオドラマの脚本も手がけた。1946年の夏ごろにはラジオドラマ"The Casebook of Gregory Hood" 用に自作ミステリを創作した。バウチャー自身は「当時は1週間に脚本を3本は書いていて大変だったが楽しくもあった」と述べていた。
以下は、バウチャー自身の言である。
1948年にはラジオの仕事を辞め、J・フランシス・マッコーマスと『ファンタジイ・アンド・サイエンス・フィクション』の創刊に向けて多くの時間を費やし、1949年に同誌は創刊され、翌1950年には軌道に乗った。他のプロジェクトも手がけていたが、同誌の創刊は私にとって実にクリエイティブな挑戦であった。1958年まで『F&SF』に編集者として在籍した。先述した、私が関わっていた「他のプロジェクト」とは、以下のものである。

- SFとミステリを執筆する。
- 母校バークレー校で非公式の創作講座を持つ。
- 『ニューヨーク・タイムズ・ブック・レビュー』に毎週ミステリのコラムを掲載する。
- 『エラリー・クイーンズ・ミステリ・マガジン』で批評家の長を務める。
- 『ニューヨーク・ヘラルド・トリビューン』に"H・H・ホームズ"のペンネームでSFとファンタジーのレビューを掲載する。
- 『トゥルー・クライム・ディテクティブ』を編集する。
- 『マーキュリー・ミステリ・ライン』（後に『デル・グレート・ミステリ・ライブラリ』）のスーパーバイザーを務める。
- パシフィカ・ラジオで、古いオペラを紹介する番組"Golden Voices" の司会を務める。
- アメリカ探偵作家クラブの会長に就任（1951年）。

これらに加え、ポーカー、政治活動、スポーツ（フットボール、バスケットボール、陸上競技、器械体操、ラグビー）にも熱心で、ベイカー・ストリート・イレギュラーズに籍を置くシャーロキアンでもあった。
シャーロック・ホームズのラジオドラマのバウチャーの脚本に関して、ドラマでワトスン役を演じたナイジェル・ブルースは、「（バウチャーは）アーサー・コナン・ドイルに関してしっかりとした知識と、ホームズとワトスンというキャラクターに愛情を持っていた」と述べている。

## 主な著書

### ミステリ
- 『ゴルゴタの七』（The Case of the Seven of Calvary (1937)、田中西二郎訳、東京創元社、世界推理小説全集72） 1958
- The Case of the Crumpled Knave (1939)
- 『シャーロキアン殺人事件』（The Case of the Baker Street Irregulars (1940)、仁賀克雄訳、現代教養文庫、ミステリ・ボックス） 1995
- 『九人の偽聖者の密室』（Nine Times Nine (1940)、H・H・ホームズ名義、白須清美訳、国書刊行会、奇想天外の本棚） 2022
- The Case of the Solid Key (1941)
- 「死体置場（モルグ）行ロケット」（Rocket to the Morgue (1942)、H・H・ホームズ名義、高橋泰邦訳、別冊宝石 1960/5/15 No.99）
- The Case of the Seven Sneezes (1942)

### 短編集
- 『タイムマシンの殺人』（Far and Away; Eleven Fantasy and SF Stories (1955) 、白須清美訳、論創社、ダーク・ファンタジー・コレクション3） 2006
- The Compleat Werewolf and Other Stories of Fantasy and SF (1969) - SF&ファンタジー
- Exeunt Murderers (1983) - ミステリー
- The Compleat Boucher (1999) - SF&ファンタジー

### 連作
- The Marble Forest  (1951) - テオ・デュラント(Theo Durrant、共同ペンネーム）名義、映画『"Macabre”』(1958、ウィリアム・キャッスル監督）の原作

### ラジオドラマ集
- The Casebook of Gregory Hood  (2009) - デニス・グリーンとの共著、推理ドラマ
- 『シャーロック・ホームズの失われた事件簿』（ケン・グリーンウォルド、日暮雅通訳、原書房） 2004 - H・ポール・ジェファーズ名義のバウチャーとデニス・グリーンによるラジオドラマのノベライズ

### 書評集
- Multiplying Villainies  (1973)
- The Anthony Boucher Chronicles: Reviews and Commentary 1942-1947  (2009)

### アンソロジー
- 『年刊推理小説・ベスト16 1964年版』（アンソニー・バウチャー編、宇野利泰他訳、荒地出版社） 1963